# Almaşu
Almaşu es una comuna ubicada en el distrito de Sălaj, Rumania.

## Superficie
Posee una superficie de 159,7 kilómetros cuadrados.

## Demografía
Hasta 2021 la población era de 1882 habitantes, con una densidad de población de 11,78 habitantes por kilómetro cuadrado.